# João Vieira Borges
João Jorge Botelho Vieira Borges (Luanda, Angola, 2 de novembro de 1962) GOA • MOSD • 6 MPSD • MPMM • MTMM • MPAH, é um militar português, e atual Presidente da Comissão Portuguesa de História Militar.

## Formação profissional
Frequentou o Colégio Padre Américo (Luanda), o Liceu D. João I (Luanda), o Liceu Paulo Dias de Novais (Luanda), o Liceu Nacional de Sintra e o Liceu Nacional da Amadora. Iniciou depois a sua carreira militar, com o ingresso na Academia Militar (AM) em 1979, tendo terminado o curso de Ciências Militares Artilharia, em 1984.
Como oficial subalterno, frequentou vários cursos, foi instrutor e comandante de unidades de escalão Pelotão e Bateria, na Escola Prática de Artilharia (EPA) e no Centro de Instrução de Artilharia Antiaérea (CIAAC). Como capitão, foi comandante de Bateria de Instrução no CIAAC e da 4.ª Companhia de Alunos na AM. Foi depois professor de Material e de Tática de Artilharia na AM. Como oficial superior, foi chefe e adjunto da Repartição de Organização e Métodos da Divisão de Operações (entre 1994 e 1998) e delegado de Portugal ao Painel V (ou LG 5) do NAAG/NATO (Armamento de Defesa Aérea - 1995 a 1996). Foi depois professor na AM (Estratégia, Geografia Militar, Geopolítica, Relações Internacionais, História do Pensamento Estratégico…), investigador, coordenador de Grupo Disciplinar, chefe de Departamento, Vice-Presidente e fundador do Centro de Investigação da Academia Militar (CINAMIL). Com Tenente-Coronel, comandou o 1.º Batalhão de Alunos na Academia Militar, em acumulação com funções docentes.
Voltou à atividade docente na AM, em acumulação como professor do Mestrado em História Militar, da pós-graduação em Guerra de Informação, e do Mestrado e do Doutoramento em História, Defesa e Relações Internacionais, ministrado pela AM em cooperação com o ISCTE. Em acumulação de funções, foi assessor de estudos no IDN.
Promovido a coronel em 2005, foi comandante do Regimento de Artilharia Antiaérea n.º 1 (Queluz), entre 2006 e 2008. Voltou ao IDN como assessor de estudos e diretor de edições, em acumulação com funções docentes na AM. Após o curso de promoção a oficial general voltou à AM como adjunto do diretor de ensino, chefe de departamento e ator da reforma do ensino superior militar (presidente de comissões executivas e de comissões de Avaliação e Creditação de vários cursos, membro do júri de concursos e de teses de mestrado e doutoramento, membro do conselho científico, coordenar cientifico de mestrados…).
Como Major-General, foi 2.º Comandante e Diretor de Ensino da AM (2014 a 2016), em acumulação com funções docentes, de investigação e ligadas à criação do Instituto Universitário Militar.
Nomeado comandante da Academia Militar a 3 de maio de 2016, desempenhou estas funções até 19 julho de 2020, altura em que foi membro do Conselho Diretivo do Instituto Universitário Militar, do Conselho do Ensino Superior Militar, da Comissão Especializada de Ensino do Conselho de Reitores das Universidades Portuguesas, e fundador e presidente da Cátedra Bernardo de Sá Nogueira. Enquanto comandante, participou ativamente na reforma e na avaliação do ensino superior militar, nas reuniões dos comandantes europeus, e desempenhou, em acumulação, funções docentes na AM. Neste período de comando foi ainda presidente do Conselho da Arma de Artilharia (2017 a 2019) e diretor da Revista de Artilharia (2017 a 2020).
Conferencista em várias universidades e instituições, é membro do Grupo de Trabalho do Conceito Estratégico de Defesa Nacional, professor regente no Doutoramento em Ciências Militares, no Instituto Universitário Militar e coordenador do curso Strategy and Safety, no âmbito Cátedra Eduwell (Unesco).
É presidente da Comissão Portuguesa de História Militar, desde 21 de julho de 2020.

## Louvores e condecorações
Da sua folha de serviços constam dezoito louvores (dois de Ministro da Defesa Nacional, sete de General CEME, cinco de Oficial General e quatro de Coronel), duas referências elogiosas (uma de General CEME e uma de Tenente-General) e as seguintes condecorações: Grande-Oficial da Ordem Militar de Avis; Medalha de Serviços Distintos, grau ouro; 6 Medalhas de Serviços Distintos, grau prata; Medalha de Mérito Militar de 1.ª classe; Medalha de Mérito Militar de 3.ª classe; Medalha de D. Afonso Henriques – Mérito do Exército, de 1.ª Classe; Medalha de D. Afonso Henriques – Mérito do Exército, de 2.ª Classe; Medalha de comportamento exemplar grau ouro; Medalha de comportamento exemplar grau prata; Medalha “Onoare a Fortelor Terestre” da Roménia; Medalha da Cruz de Malta, 1.ª Classe; Medalha Municipal de Mérito e Dedicação, Grau Ouro, concedida pela Câmara Municipal da Amadora.

## Formação académica
João Jorge Botelho Vieira Borges, é licenciado (1984) e mestre (2015) em “Ciências Militares” (Artilharia) pela Academia Militar, mestre em “Estratégia” pelo Instituto Superior de Ciências Sociais e Políticas (1999) e doutorado em “Ciências Sociais” (Ciência Política) pela Universidade dos Açores (2012). Está habilitado com: o Curso de Estado-Maior (Instituto de Altos Estudos Militares, IAEM, 1993), o Curso de Defesa Nacional (Instituto da Defesa Nacional, IDN, 2003), o Curso Terrorism and Security Studies (Marshall Center, 2006) e o Curso de Promoção a Oficial General (Instituto de Estudos Superiores Militares, IESM, 2010).

## Filiações
João Vieira Borges é membro de diversas organizações: Académico Honorário da Academia Portuguesa da História desde 2021, sócio da Sociedade de Geografia de Lisboa (membro efectivo da Comissão de Relações Internacionais) desde 1998; é membro (fundador) do Centro de Investigação da Academia Militar (CINAMIL), desde 2001; sócio efectivo da Revista Militar e vogal da Direção, desde 2003; membro do conselho editorial da Revista Nação e Defesa, desde 2005; investigador Integrado do Centro de História da Faculdade de Letras da Universidade de Lisboa, desde 2013; sócio efectivo da Revista de Artilharia; membro correspondente do conselho científico da Comissão Portuguesa de História Militar e, desde 15 de janeiro de 2019, membro efectivo; membro do Centro de Investigação Professor Doutor Joaquim Veríssimo Serrão, desde 2020; sócio da Sociedade Histórica da Independência de Portugal, desde 2020; sócio da SEDES-Associação para o Desenvolvimento Económico e Social; membro do Conselho Editorial da Revista Nação e Defesa e coordenador cientifico do curso Strategy and Safety, no âmbito da UNESCO-UNITWIN Chair (Cátedra Eduwell).

## Artigos e livros publicados
Tem 150 artigos publicados e 26 monografias publicadas (doze das quais como co-autor e/ou coordenador), sobre assuntos de “História Militar”, “Estratégia”, “Ciência Política” e “Segurança e Defesa”, alguns dos quais premiados, de que se destacam as seguintes obras:
- Borges, João Vieira, Viriato: Um Homem, Um Povo, Uma Terra, AM, 1981 (1º Prémio do Intercâmbio entre Academias Militares de Portugal e Espanha, 1981).
- Borges, João Vieira, D. Miguel Pereira Forjaz: Patrono da AM 93/94, AM, 1993.
- Borges, João Vieira, A Demografia e a Estratégia: Uma Prospetiva para o Século XXI, AM, 1998.
- Borges, João Vieira, Intervenções Militares Portuguesas na Europa do Século XVIII; Uma Análise Estratégica, Atena e IAEM, Lisboa, 2000.
- Borges, João Vieira, A Conquista de Madrid 1706: Portugal faz Aclamar Rei de Espanha o Arquiduque Carlos de Habsburgo, Colecção Batalhas de Portugal, Editora Tribuna, Lisboa, 2003.
- AAVV, Borges, João Vieira (autor proj., coordenador e co-autor.), 50 Anos de Patronos da Escola do Exército e da Academia Militar, Edição Comemorativa, Academia Militar, Junho de 2004.
- AAVV, Borges, João Vieira (autor proj. e co-autor), in Pensar a Segurança e Defesa, Edição Cosmos, IDN, 2005.
- Borges, João Vieira (direcção e coordenação) Pensamento Estratégico Português: Contributos (Séc. XVI a XIX), Prefácio, Lisboa, 2006.
- Borges, João Vieira (co-coordenação), Pensamento Estratégico Nacional, Edição Cosmos, IDN, 2006.
- Borges, João Vieira (estudo introdutório e síntese biográfica), Visões Estratégicas no Final do Império, Júlio Botelho Moniz, Tribuna, 2007.
- Borges, João Vieira, Armamento do Exército Português: Vol. II – Armamento Artilharia Antiaérea, Prefácio, Lisboa, 2007.
- Borges, João Vieira (coord. e textos), O Palacete da Arcada: Palacete-Quartel de Queluz, RAAA1, Queluz, Maio de 2008.
- Borges, João Vieira, A Artilharia Portuguesa na Guerra Peninsular, Tribuna da História, Lisboa, 2009.
- Borges, João Vieira (direcção e textos), Viver Academia Militar, Academia Militar e By the Book, Lisboa, 2012.
- Borges, João Vieira, O Terrorismo Transnacional e o Planeamento Estratégico de Segurança Nacional dos EUA, Fronteira do Caos, Porto, 2013.
- AAVV, Borges, João Vieira (co-autor.), O Assalto à Escola de Guerra 1915-2015, Academia Militar e Fronteira do Caos, Porto, Outubro de 2015.
- Borges, João Vieira (coordenador e co-autor.), Ameaças e Riscos Transnacionais no novo Mundo Global, Academia Militar, IPRI e Fronteira do Caos, Porto, 2016.
- Borges, João Vieira (coordenador e co-autor.), Marques, Isabel Pestana, Gomes, Eurico Dias, General Fernando Tamagnini; Diário de Campanha, CPHM, Lisboa, 2018.
- Telo, António José, Borges, João Vieira, Pires, Nuno Lemos, Dar Uma Razão à Força e uma Força à Razão, Nexo, Alcochete, 2018.
- Borges, João Vieira (coordenador e co-autor), Marquês de Sá da Bandeira: O Homem, o Militar e o Político, Fronteira do Caos, Porto, 2019.
- Borges, João Vieira (coordenador e co-autor), A Fundação do Exército Português, Fronteira do Caos, Porto, 2020.